# Кюнерт, Флоэ
Флоэ Кюнерт (нем. Floé Kühnert, род. 6 марта 1984 года, Ульм) — немецкая прыгунья с шестом. Участница летних Олимпийских игр 2004 года.

## Биография и карьера
В 1990—1992 годах училась в начальной школе Айхенплац в Ульме, в 1992—1994 годах — в школе Бергиш Гладбах Хэнд, в 1994—1999 годах — в гимназии Николая Кузанского, в 1999—2003 годах — в гимназии Ландрата Лукаса. Окончила медицинский факультет Тюбингенского университета.
Дебютировала на международной арене в 1999 году. В 2002 году победила на чемпионате мира среди юниоров. В 2004 году стала бронзовым призёром чемпионата Германии с результатом 4,20 м. Закончила спортивную карьеру в 2007 году в возрасте 23 лет. В настоящее время живёт в Фройденштадте и работает медиком.

## Основные результаты
| Год  | Соревнования                    | Место проведения   | Место  | Результат |
| ---- | ------------------------------- | ------------------ | ------ | --------- |
| 1999 | Чемпионат мира среди юношей     | Быдгощ, Польша     | 2      | 4,05 м    |
| 2001 | Чемпионат Европы среди юниоров  | Гроссето, Италия   | 5      | 4,00 м    |
| 2002 | Чемпионат мира среди юниоров    | Кингстон, Ямайка   | 1      | 4,40 м    |
| 2003 | Чемпионат Европы среди юниоров  | Тампере, Финляндия | 2      | 4,15 м    |
| 2004 | Летние Олимпийские игры         | Афины, Греция      | 24 (q) | 4,15 м    |
| 2005 | Чемпионат Европы среди молодёжи | Эрфурт, Германия   | 2      | 4,30 м    |
| 2007 | Летняя Универсиада              | Бангкок, Таиланд   | 7      | 4,15 м    |